# 梁建方
梁建方（？—7世纪），唐朝将领，在《旧唐书》《新唐书》《资治通鉴》均无传记，其事迹散布在他人的传记中。

## 生平
唐高祖武德四年（621年），唐皇子秦王李世民统军围攻郑帝王世充，王世充派兄子代王王琬等求救于夏王窦建德。窦建德起兵来救王世充。五月，窦建德兵到，与李世民互有胜负。王琬乘隋炀帝骢马，甲仗光鲜，出阵炫耀。李世民说：“彼所乘的是真良马！”所部右一府统军尉迟敬德请往取之，罔顾李世民禁止，与高甑生、梁建方三骑直入其阵，擒王琬，带着其马归阵，敌军不敢当。
唐太宗（即李世民）貞觀二十二年（648年）四月，时任右武候将军的梁建方击破松外蛮。当初，巂州都督刘伯英上言：“松外诸蛮暂降复叛，请出师讨之，以通西洱、天竺之道。”于是敕梁建方发巴蜀十二州兵讨之。蛮酋双舍率众拒战，梁建方击败之，杀获千余人，群蛮被震慑，逃入山谷。梁建方分遣使者谕以利害，都来归附，前后到的有七十二部、十万九千三百户，梁建方署其酋长蒙和等人为县令，各统所部，蛮族没有不感悦的。于是梁建方又遣使去西洱河，当地蛮帅杨盛大骇，准备了船要逃，使者说以威信，杨盛于是请降。九月，因右领左右府长史强伟等征发民众造船以征高句丽，山獠也被征役，雅、邛、眉三州獠人造反。茂州都督张士贵受任为雅州道行军总管，与时任右卫将军的梁建方奉命调动陇右、峡中兵二万余人以击之。十一月，讨平之。
唐高宗永徽二年（651年）七月，西突厥沙钵罗可汗入寇庭州，攻陷金岭城、蒲类县，杀掠数千人。诏右骁卫大将军契苾何力为弓月道行军大总管，统帅时任左武候大将军（《新唐书·契苾何力传》作左武卫大将军）的梁建方，以右骁卫将军高德逸、右武候将军薛孤吴仁为副，发秦、成、岐、雍府兵三万人（《旧唐书·回纥传》作二万人）及燕然都护回纥五万骑以讨之。庭州刺史骆弘义献计宽恕处月、处蜜等罪，专攻沙钵罗可汗，高宗以为然，诏令他辅佐梁建方。三年（652年）正月，梁建方、契苾何力等大破引兵依附西突厥的处月部朱邪孤注于牢山，朱邪孤注趁夜逃遁，梁建方派副总管高德逸以轻骑追了五百余里，生擒之（《新唐书·契苾何力传》作孤注战死），斩首九千级，俘虏处蜜部首领时健俟斤、合支贺等渠帅六十余、军队九千人、户口万余、牛马杂畜七万，收复北庭。班师后，御史劾奏梁建方兵力足以追讨而逗留不进，高德逸奉敕令买马却自取其中的骏马。高宗因梁建方等有功，没有问责。
显庆四年（659年）十一月，梁建方与辽东大将薛仁贵及契苾何力于辽东战高丽大将温沙多门于横山，破之。
此后没有梁建方的记载。唐太宗陵墓唐昭陵有梁建方陪葬墓，可见梁建方生前爵封雁门郡公。